# Por amor al arte
Por amor al arte es una película documental de Argentina filmada en colores dirigida por  Marcelo Goyeneche sobre su propio guion que se estrenó el 5 de diciembre de 2018.

## Sinopsis
A los 90 años Bernardo, con un largo vínculo con la realización cinematográfica, está trabajando con la colaboración de su amigo Antonio, que es escultor, en una película sobre "el arte". El guion es complejo de escribir porque el planteo es: ¿qué es el arte? ¿Cuándo hay arte? ¿Para qué sirve el arte? Cuando Marcelo, también con una prolongada relación con el cine, lo encuentra trabajando con todas las incertidumbres, frustraciones y alegrías que involucra todo proceso creativo, ve despertar sus propios deseos y ofrece ayudar a la vez que le pide poder registrar con su mirada -su propia cámara-, el trabajo cotidiano de Bernardo, y crear así su película.

## Comentarios
Paraná Sendrós en Ámbito Financiero opinó:

” Bernardo Arias…A los 90 años comenzó un documental que respondería a la eterna pregunta “¿Qué es el arte?”. Lo acompañaban Antonio Pujía, amigo desde cuando eran estudiantes en el Nacional de Bellas Artes, el Chango Félix Monti, y un director joven, Marcelo Goyeneche (“Las enfermeras de Evita”), que además lo fue registrando. El resultado combina el sueño del veterano con el making afable, respetuoso y cálido del joven quien, a su vez, se hacía otra pregunta: “¿Qué moviliza a Bernardo y Antonio a seguir transitando la búsqueda del Arte?”

Adolfo C. Martínez en La Nación escribió:

”Bernardo Arias, un cineasta de la vieja escuela, sueña hacer una película sobre el arte…Su amigo, el pintor y escultor Antonio Pujía, decide colaborar... Al realizador Marcelo Goyeneche…se le despierta un sueño y le ofrece su ayuda, y le pide poder registrar con su cámara el trabajo cotidiano de ese hombre que ama apasionadamente la antigua cinematografía nacional. Este proyecto individual se convierte en un deseo compartido a través de los distintos relatos y de una nueva pregunta: ¿qué los moviliza a seguir transitando la búsqueda del arte?